# Okręg wyborczy nr 5 do Sejmu Rzeczypospolitej Polskiej
Okręg wyborczy nr 5 do Sejmu Rzeczypospolitej Polskiej obejmuje obszar miast na prawach powiatu Grudziądza, Torunia i Włocławka oraz powiatów aleksandrowskiego, brodnickiego, chełmińskiego, golubsko-dobrzyńskiego, grudziądzkiego, lipnowskiego, radziejowskiego, rypińskiego, toruńskiego, wąbrzeskiego i włocławskiego (województwo kujawsko-pomorskie). W obecnym kształcie został utworzony w 2001. Wybieranych jest w nim 13 posłów w systemie proporcjonalnym.
Siedzibą okręgowej komisji wyborczej jest Toruń.

## Wyniki wyborów
| Podział 13 mandatów: SLD–UP: 7 Samoobrona: 2 PSL: 1 PO: 1 PiS: 1 LPR: 1 |

| Podział 13 mandatów: SLD: 2 Samoobrona: 3 PSL: 1 PO: 3 PiS: 3 LPR: 1 |

| Podział 13 mandatów: LiD: 2 PSL: 1 PO: 6 PiS: 4 |

| Podział 13 mandatów: SLD: 1 RP: 1 PSL: 1 PO: 6 PiS: 4 |

| Podział 13 mandatów: PSL: 1 NRP: 1 K’15: 1 PO: 4 PiS: 6 |

| Podział 13 mandatów: SLD: 2 KO: 4 PSL: 1 PiS: 6 |

| Podział 13 mandatów: NL: 1 KO: 4 TD: 2 Konfederacja: 1 PiS: 5 |

## Reprezentanci okręgu
| Sejm | Rok  | Poseł KW                                     | Poseł KW                                                     | Poseł KW                 | Poseł KW                         | Poseł KW                      | Poseł KW            | Poseł KW         | Poseł KW                          | Poseł KW         | Poseł KW                    | Poseł KW               | Poseł KW             | Poseł KW                         | Poseł KW            | Poseł KW     | Poseł KW           | Poseł KW           | Poseł KW          | Poseł KW           | Poseł KW                           | Poseł KW | Poseł KW                        | Poseł KW | Poseł KW         | Poseł KW | Poseł KW                    |
| ---- | ---- | -------------------------------------------- | ------------------------------------------------------------ | ------------------------ | -------------------------------- | ----------------------------- | ------------------- | ---------------- | --------------------------------- | ---------------- | --------------------------- | ---------------------- | -------------------- | -------------------------------- | ------------------- | ------------ | ------------------ | ------------------ | ----------------- | ------------------ | ---------------------------------- | -------- | ------------------------------- | -------- | ---------------- | -------- | --------------------------- |
| IV   | 2001 |                                              | J. Wenderlich SLD–UP (2001) SLD (2005) LiD (2007) SLD (2011) |                          | A. Sobecka LPR (2001) PiS (2007) |                               | L. Sułek Samoobrona |                  | B. Lewandowski SLD–UP             |                  | S. Rybicki PO               |                        | R. Chodynicki SLD–UP |                                  | M. Olewiński SLD–UP |              | E. Szparaga SLD–UP |                    | B. Derwich SLD–UP |                    | K. Łuczak SLD–UP (2001) SLD (2005) |          | A. Mężydło PiS (2001) PO (2007) |          | Z. Sosnowski PSL |          | L. Kuropatwiński Samoobrona |
| IV   | 2004 | M. Krajewski SLD–UP (2001) Samoobrona (2005) | J. Wenderlich SLD–UP (2001) SLD (2005) LiD (2007) SLD (2011) |                          | A. Sobecka LPR (2001) PiS (2007) |                               | L. Sułek Samoobrona |                  | B. Lewandowski SLD–UP             |                  | S. Rybicki PO               |                        |                      |                                  | M. Olewiński SLD–UP |              | E. Szparaga SLD–UP |                    | B. Derwich SLD–UP |                    | K. Łuczak SLD–UP (2001) SLD (2005) |          | A. Mężydło PiS (2001) PO (2007) |          | Z. Sosnowski PSL |          | L. Kuropatwiński Samoobrona |
| IV   | 2005 | M. Krajewski SLD–UP (2001) Samoobrona (2005) | J. Wenderlich SLD–UP (2001) SLD (2005) LiD (2007) SLD (2011) | M. Sokołowska SLD–UP     | A. Sobecka LPR (2001) PiS (2007) |                               | L. Sułek Samoobrona |                  | B. Lewandowski SLD–UP             |                  | S. Rybicki PO               |                        |                      |                                  |                     |              | E. Szparaga SLD–UP |                    | B. Derwich SLD–UP |                    | K. Łuczak SLD–UP (2001) SLD (2005) |          | A. Mężydło PiS (2001) PO (2007) |          | Z. Sosnowski PSL |          | L. Kuropatwiński Samoobrona |
| V    | 2005 | M. Krajewski SLD–UP (2001) Samoobrona (2005) | J. Wenderlich SLD–UP (2001) SLD (2005) LiD (2007) SLD (2011) | W. Nowakowski Samoobrona | A. Sobecka LPR (2001) PiS (2007) |                               | Z. Girzyński PiS    | J. Wyrowiński PO |                                   |                  | T. Lenz PO (2005) KO (2019) |                        | Ł. Zbonikowski PiS   |                                  | D. Kopaczewska PO   |              |                    |                    |                   |                    | K. Łuczak SLD–UP (2001) SLD (2005) |          | A. Mężydło PiS (2001) PO (2007) |          | Z. Sosnowski PSL |          | L. Kuropatwiński Samoobrona |
| V    | 2006 | M. Krajewski SLD–UP (2001) Samoobrona (2005) | J. Wenderlich SLD–UP (2001) SLD (2005) LiD (2007) SLD (2011) | W. Nowakowski Samoobrona | A. Sobecka LPR (2001) PiS (2007) | A. Kłopotek PSL               | Z. Girzyński PiS    | J. Wyrowiński PO |                                   |                  | T. Lenz PO (2005) KO (2019) |                        | Ł. Zbonikowski PiS   |                                  | D. Kopaczewska PO   |              |                    |                    |                   |                    | K. Łuczak SLD–UP (2001) SLD (2005) |          | A. Mężydło PiS (2001) PO (2007) |          |                  |          | L. Kuropatwiński Samoobrona |
| VI   | 2007 |                                              | J. Wenderlich SLD–UP (2001) SLD (2005) LiD (2007) SLD (2011) |                          | A. Sobecka LPR (2001) PiS (2007) |                               | Z. Girzyński PiS    | J. Dzięcioł PO   | M. Wojtkowski PO                  |                  | T. Lenz PO (2005) KO (2019) | M. Drab PiS            | Ł. Zbonikowski PiS   |                                  | D. Kopaczewska PO   | M. Filar LiD |                    | E. Kierzkowska PSL |                   | G. Karpiński PO    |                                    |          | A. Mężydło PiS (2001) PO (2007) |          |                  |          |                             |
| VII  | 2011 |                                              | J. Wenderlich SLD–UP (2001) SLD (2005) LiD (2007) SLD (2011) | J. Ardanowski PiS        | A. Sobecka LPR (2001) PiS (2007) |                               | Z. Girzyński PiS    | J. Dzięcioł PO   | M. Wojtkowski PO                  | M. Wydrzyński RP | T. Lenz PO (2005) KO (2019) | Z. Sosnowski PSL       | Ł. Zbonikowski PiS   | T. Szymański PO (2011) KO (2019) | D. Kopaczewska PO   |              |                    |                    |                   |                    |                                    |          | A. Mężydło PiS (2001) PO (2007) |          |                  |          |                             |
| VII  | 2014 | G. Karpiński PO                              | J. Wenderlich SLD–UP (2001) SLD (2005) LiD (2007) SLD (2011) | J. Ardanowski PiS        | A. Sobecka LPR (2001) PiS (2007) |                               | Z. Girzyński PiS    | J. Dzięcioł PO   |                                   | M. Wydrzyński RP | T. Lenz PO (2005) KO (2019) | Z. Sosnowski PSL       | Ł. Zbonikowski PiS   | T. Szymański PO (2011) KO (2019) | D. Kopaczewska PO   |              |                    |                    |                   |                    |                                    |          | A. Mężydło PiS (2001) PO (2007) |          |                  |          |                             |
| VIII | 2015 |                                              | J. Scheuring-Wielgus .N (2015) SLD (2019) NL (2023)          | J. Ardanowski PiS        | A. Sobecka LPR (2001) PiS (2007) | A. Myrcha PO (2015) KO (2019) | K. Czabański PiS    |                  | P. Szramka K’15 (2015) PSL (2019) |                  | T. Lenz PO (2005) KO (2019) | Z. Sosnowski PSL       | Ł. Zbonikowski PiS   | T. Szymański PO (2011) KO (2019) | J. Borowiak PiS     |              | I. Michałek PiS    |                    |                   |                    |                                    |          | A. Mężydło PiS (2001) PO (2007) |          |                  |          |                             |
| IX   | 2019 |                                              | J. Scheuring-Wielgus .N (2015) SLD (2019) NL (2023)          | J. Ardanowski PiS        | A. Gembicka PiS                  | A. Myrcha PO (2015) KO (2019) |                     | Z. Girzyński PiS | P. Szramka K’15 (2015) PSL (2019) |                  | T. Lenz PO (2005) KO (2019) |                        | M. Kałużny PiS       | T. Szymański PO (2011) KO (2019) | J. Borowiak PiS     |              | I. Michałek PiS    | I. Hartwich KO     |                   | R. Kwiatkowski SLD |                                    |          |                                 |          |                  |          |                             |
| X    | 2023 |                                              | J. Scheuring-Wielgus .N (2015) SLD (2019) NL (2023)          | J. Ardanowski PiS        | A. Gembicka PiS                  | A. Myrcha PO (2015) KO (2019) | K. Szczucki PiS     |                  | M. Skonieczka TD                  | K. Łuczak KO     |                             | P. Wipler Konfederacja | M. Kałużny PiS       | T. Szymański PO (2011) KO (2019) | J. Borowiak PiS     |              | Z. Sosnowski TD    | I. Hartwich KO     |                   |                    |                                    |          |                                 |          |                  |          |                             |
| X    | 2024 | P. Kowal NL                                  |                                                              | J. Ardanowski PiS        | A. Gembicka PiS                  | A. Myrcha PO (2015) KO (2019) | K. Szczucki PiS     |                  | M. Skonieczka TD                  | K. Łuczak KO     |                             | P. Wipler Konfederacja | M. Kałużny PiS       | T. Szymański PO (2011) KO (2019) | J. Borowiak PiS     |              | Z. Sosnowski TD    | I. Hartwich KO     |                   |                    |                                    |          |                                 |          |                  |          |                             |

### Wybory parlamentarne 2001
| Komitet wyborczy                                      | Komitet wyborczy                              | Głosów  | %     | Mandaty | Wybrani posłowie |
| ----------------------------------------------------- | --------------------------------------------- | ------- | ----- | ------- | --- |
|                                                       | KKW Sojusz Lewicy Demokratycznej – Unia Pracy | 154 427 | 47,36 | 7       | Jerzy Wenderlich, Bogdan Lewandowski, Ryszard Chodynicki, Marek Olewiński, Elżbieta Szparaga, Bogdan Derwich, Krystian Łuczak, Mirosław Krajewski, Mariola Sokołowska |
|                                                       | Samoobrona Rzeczpospolitej Polskiej           | 39 277  | 12,05 | 2       | Leszek Sułek, Lech Kuropatwiński |
|                                                       | KWW Platforma Obywatelska                     | 31 256  | 9,59  | 1       | Sławomir Rybicki |
|                                                       | Polskie Stronnictwo Ludowe                    | 28 897  | 8,86  | 1       | Zbigniew Sosnowski |
|                                                       | Liga Polskich Rodzin                          | 24 823  | 7,61  | 1       | Anna Sobecka |
|                                                       | Prawo i Sprawiedliwość                        | 22 764  | 6,98  | 1       | Antoni Mężydło |
|                                                       | KKW Akcja Wyborcza Solidarność Prawicy        | 13 804  | 4,23  | –       | |
|                                                       | Unia Wolności                                 | 8624    | 2,64  | –       | |
|                                                       | Alternatywa Ruch Społeczny                    | 780     | 0,24  | –       | |
|                                                       | Polska Unia Gospodarcza                       | 759     | 0,23  | –       | |
|                                                       | Polska Partia Socjalistyczna                  | 666     | 0,20  | –       | |
| Frekwencja: 42,68% Źródło: Państwowa Komisja Wyborcza |                                               |         |       |         | |

Poniższa tabela przedstawia podział mandatów dla komitetów wyborczych na podstawie uzyskanych głosów, a następnie obliczonych ilorazów wyborczych na podstawie zmodyfikowanej metody Sainte-Laguë.
|        | KKW Sojusz Lewicy Demokratycznej – Unia Pracy | 154 427 | 110 305 | 51 476 | 30 885 | 22 061 | 17 159 | 14 039 | 11 879 | 10 295 | ... | 6177 | 7  | 6,66 |
|        | Samoobrona Rzeczpospolitej Polskiej           | 39 277  | 28 055  | 13 092 | 7855   | 5611   | 4364   | 3571   | 3021   | 2618   | ... | 1571 | 2  | 1,69 |
|        | KWW Platforma Obywatelska                     | 31 256  | 22 326  | 10 419 | 6251   | 4465   | 3473   | 2841   | 2404   | 2084   | ... | 1250 | 1  | 1,35 |
|        | Polskie Stronnictwo Ludowe                    | 28 897  | 20 641  | 9632   | 5779   | 4128   | 3211   | 2627   | 2223   | 1926   | ... | 1156 | 1  | 1,25 |
|        | Liga Polskich Rodzin                          | 24 823  | 17 731  | 8274   | 4965   | 3546   | 2758   | 2257   | 1909   | 1655   | ... | 993  | 1  | 1,07 |
|        | Prawo i Sprawiedliwość                        | 22 764  | 16 260  | 7588   | 4553   | 3252   | 2529   | 2069   | 1751   | 1518   | ... | 911  | 1  | 0,98 |
| Ogółem | Ogółem                                        | 301 444 | –       | –      | –      | –      | –      | –      | –      | –      | –   | –    | 13 | 13   |

### Wybory parlamentarne 2005
| Komitet wyborczy                                      | Komitet wyborczy                        | Głosów | %     | Mandaty | Wybrani posłowie                                            |
| ----------------------------------------------------- | --------------------------------------- | ------ | ----- | ------- | ----------------------------------------------------------- |
|                                                       | Prawo i Sprawiedliwość                  | 64 723 | 22,67 | 3       | Antoni Mężydło, Zbigniew Girzyński, Łukasz Zbonikowski      |
|                                                       | Platforma Obywatelska RP                | 53 221 | 18,64 | 3       | Jan Wyrowiński, Tomasz Lenz, Domicela Kopaczewska           |
|                                                       | Samoobrona Rzeczpospolitej Polskiej     | 53 077 | 18,59 | 3       | Mirosław Krajewski, Lech Kuropatwiński, Waldemar Nowakowski |
|                                                       | Sojusz Lewicy Demokratycznej            | 33 608 | 11,77 | 2       | Jerzy Wenderlich, Krystian Łuczak                           |
|                                                       | Liga Polskich Rodzin                    | 22 771 | 7,98  | 1       | Anna Sobecka                                                |
|                                                       | Polskie Stronnictwo Ludowe              | 20 130 | 7,05  | 1       | Zbigniew Sosnowski, Andrzej Kłopotek                        |
|                                                       | Socjaldemokracja Polska                 | 15 845 | 5,55  | –       |                                                             |
|                                                       | Partia Demokratyczna – demokraci.pl     | 11 068 | 3,88  | –       |                                                             |
|                                                       | Platforma Janusza Korwin-Mikke          | 2732   | 0,96  | –       |                                                             |
|                                                       | Polska Partia Pracy                     | 1942   | 0,68  | –       |                                                             |
|                                                       | Ruch Patriotyczny                       | 1716   | 0,60  | –       |                                                             |
|                                                       | Dom Ojczysty                            | 1544   | 0,54  | –       |                                                             |
|                                                       | Centrum                                 | 1029   | 0,36  | –       |                                                             |
|                                                       | Polska Partia Narodowa                  | 721    | 0,25  | –       |                                                             |
|                                                       | Inicjatywa RP                           | 478    | 0,17  | –       |                                                             |
|                                                       | KWW – Ogólnopolska Koalicja Obywatelska | 474    | 0,17  | –       |                                                             |
|                                                       | Narodowe Odrodzenie Polski              | 435    | 0,15  | –       |                                                             |
| Frekwencja: 35,69% Źródło: Państwowa Komisja Wyborcza |                                         |        |       |         |                                                             |

Poniższa tabela przedstawia podział mandatów dla komitetów wyborczych na podstawie uzyskanych głosów, a następnie obliczonych ilorazów wyborczych na podstawie metody D’Hondta.
| Podział mandatów dla komitetów wyborczych na podstawie metody D’Hondta | Podział mandatów dla komitetów wyborczych na podstawie metody D’Hondta | Podział mandatów dla komitetów wyborczych na podstawie metody D’Hondta | Podział mandatów dla komitetów wyborczych na podstawie metody D’Hondta | Podział mandatów dla komitetów wyborczych na podstawie metody D’Hondta | Podział mandatów dla komitetów wyborczych na podstawie metody D’Hondta | Podział mandatów dla komitetów wyborczych na podstawie metody D’Hondta | Podział mandatów dla komitetów wyborczych na podstawie metody D’Hondta | Podział mandatów dla komitetów wyborczych na podstawie metody D’Hondta | Podział mandatów dla komitetów wyborczych na podstawie metody D’Hondta | Podział mandatów dla komitetów wyborczych na podstawie metody D’Hondta |
| Komitet wyborczy                                                       | Komitet wyborczy                                                       | Liczba głosów                                                          | Iloraz wyborczy                                                        | Iloraz wyborczy                                                        | Iloraz wyborczy                                                        | Iloraz wyborczy                                                        | Iloraz wyborczy                                                        | Iloraz wyborczy                                                        | Mandaty                                                                | TP                                                                     |
| Komitet wyborczy                                                       | Komitet wyborczy                                                       | Liczba głosów                                                          | /1                                                                     | /2                                                                     | /3                                                                     | /4                                                                     | ...                                                                    | /13                                                                    | Mandaty                                                                | TP                                                                     |
| ---------------------------------------------------------------------- | ---------------------------------------------------------------------- | ---------------------------------------------------------------------- | ---------------------------------------------------------------------- | ---------------------------------------------------------------------- | ---------------------------------------------------------------------- | ---------------------------------------------------------------------- | ---------------------------------------------------------------------- | ---------------------------------------------------------------------- | ---------------------------------------------------------------------- | ---------------------------------------------------------------------- |
|                                                                        | Prawo i Sprawiedliwość                                                 | 64 723                                                                 | 64 723                                                                 | 32 362                                                                 | 21 574                                                                 | 16 181                                                                 | ...                                                                    | 4979                                                                   | 3                                                                      | 3,40                                                                   |
|                                                                        | Platforma Obywatelska RP                                               | 53 221                                                                 | 53 221                                                                 | 26 611                                                                 | 17 740                                                                 | 13 305                                                                 | ...                                                                    | 4094                                                                   | 3                                                                      | 2,80                                                                   |
|                                                                        | Samoobrona Rzeczpospolitej Polskiej                                    | 53 077                                                                 | 53 077                                                                 | 26 539                                                                 | 17 692                                                                 | 13 269                                                                 | ...                                                                    | 4083                                                                   | 3                                                                      | 2,79                                                                   |
|                                                                        | Sojusz Lewicy Demokratycznej                                           | 33 608                                                                 | 33 608                                                                 | 16 804                                                                 | 11 207                                                                 | 8402                                                                   | ...                                                                    | 2585                                                                   | 2                                                                      | 1,77                                                                   |
|                                                                        | Liga Polskich Rodzin                                                   | 22 771                                                                 | 22 771                                                                 | 11 386                                                                 | 7590                                                                   | 5693                                                                   | ...                                                                    | 1752                                                                   | 1                                                                      | 1,20                                                                   |
|                                                                        | Polskie Stronnictwo Ludowe                                             | 20 130                                                                 | 20 130                                                                 | 10 065                                                                 | 6710                                                                   | 5033                                                                   | ...                                                                    | 1548                                                                   | 1                                                                      | 1,06                                                                   |
| Ogółem                                                                 | Ogółem                                                                 | 247 530                                                                | –                                                                      | –                                                                      | –                                                                      | –                                                                      | –                                                                      | –                                                                      | 13                                                                     | 13                                                                     |

### Wybory parlamentarne 2007
| Komitet wyborczy                                      | Komitet wyborczy                      | Głosów  | %     | Mandaty | Wybrani posłowie                                                                                         |
| ----------------------------------------------------- | ------------------------------------- | ------- | ----- | ------- | --- |
|                                                       | Platforma Obywatelska RP              | 154 224 | 39,27 | 6       | Antoni Mężydło, Tomasz Lenz, Janusz Dzięcioł, Domicela Kopaczewska, Marek Wojtkowski, Grzegorz Karpiński |
|                                                       | Prawo i Sprawiedliwość                | 105 056 | 26,75 | 4       | Łukasz Zbonikowski, Zbigniew Girzyński, Anna Sobecka, Marzenna Drab                                      |
|                                                       | KKW Lewica i Demokraci SLD+SDPL+PD+UP | 72 028  | 18,34 | 2       | Marian Filar, Jerzy Wenderlich                                                                           |
|                                                       | Polskie Stronnictwo Ludowe            | 44 602  | 11,36 | 1       | Ewa Kierzkowska                                                                                          |
|                                                       | Samoobrona Rzeczpospolitej Polskiej   | 9175    | 2,34  | –       | |
|                                                       | Polska Partia Pracy                   | 4186    | 1,07  | –       | |
|                                                       | Liga Polskich Rodzin                  | 3458    | 0,88  | –       | |
| Frekwencja: 48,13% Źródło: Państwowa Komisja Wyborcza |                                       |         |       |         | |

Poniższa tabela przedstawia podział mandatów dla komitetów wyborczych na podstawie uzyskanych głosów, a następnie obliczonych ilorazów wyborczych na podstawie metody D’Hondta.
| Podział mandatów dla komitetów wyborczych na podstawie metody D’Hondta | Podział mandatów dla komitetów wyborczych na podstawie metody D’Hondta | Podział mandatów dla komitetów wyborczych na podstawie metody D’Hondta | Podział mandatów dla komitetów wyborczych na podstawie metody D’Hondta | Podział mandatów dla komitetów wyborczych na podstawie metody D’Hondta | Podział mandatów dla komitetów wyborczych na podstawie metody D’Hondta | Podział mandatów dla komitetów wyborczych na podstawie metody D’Hondta | Podział mandatów dla komitetów wyborczych na podstawie metody D’Hondta | Podział mandatów dla komitetów wyborczych na podstawie metody D’Hondta | Podział mandatów dla komitetów wyborczych na podstawie metody D’Hondta | Podział mandatów dla komitetów wyborczych na podstawie metody D’Hondta | Podział mandatów dla komitetów wyborczych na podstawie metody D’Hondta | Podział mandatów dla komitetów wyborczych na podstawie metody D’Hondta | Podział mandatów dla komitetów wyborczych na podstawie metody D’Hondta |
| Komitet wyborczy                                                       | Komitet wyborczy                                                       | Liczba głosów                                                          | Iloraz wyborczy                                                        | Iloraz wyborczy                                                        | Iloraz wyborczy                                                        | Iloraz wyborczy                                                        | Iloraz wyborczy                                                        | Iloraz wyborczy                                                        | Iloraz wyborczy                                                        | Iloraz wyborczy                                                        | Iloraz wyborczy                                                        | Mandaty                                                                | TP                                                                     |
| Komitet wyborczy                                                       | Komitet wyborczy                                                       | Liczba głosów                                                          | /1                                                                     | /2                                                                     | /3                                                                     | /4                                                                     | /5                                                                     | /6                                                                     | /7                                                                     | ...                                                                    | /13                                                                    | Mandaty                                                                | TP                                                                     |
| ---------------------------------------------------------------------- | ---------------------------------------------------------------------- | ---------------------------------------------------------------------- | ---------------------------------------------------------------------- | ---------------------------------------------------------------------- | ---------------------------------------------------------------------- | ---------------------------------------------------------------------- | ---------------------------------------------------------------------- | ---------------------------------------------------------------------- | ---------------------------------------------------------------------- | ---------------------------------------------------------------------- | ---------------------------------------------------------------------- | ---------------------------------------------------------------------- | ---------------------------------------------------------------------- |
|                                                                        | Platforma Obywatelska RP                                               | 154 224                                                                | 154 224                                                                | 77 112                                                                 | 51 408                                                                 | 38 556                                                                 | 30 845                                                                 | 25 704                                                                 | 22 032                                                                 | ...                                                                    | 11 863                                                                 | 6                                                                      | 5,33                                                                   |
|                                                                        | Prawo i Sprawiedliwość                                                 | 105 056                                                                | 105 056                                                                | 52 528                                                                 | 35 017                                                                 | 26 264                                                                 | 21 011                                                                 | 17 509                                                                 | 15 008                                                                 | ...                                                                    | 8081                                                                   | 4                                                                      | 3,63                                                                   |
|                                                                        | KKW Lewica i Demokraci SLD+SDPL+PD+UP                                  | 72 028                                                                 | 72 028                                                                 | 36 014                                                                 | 24 009                                                                 | 18 007                                                                 | 14 406                                                                 | 12 005                                                                 | 10 290                                                                 | ...                                                                    | 5541                                                                   | 2                                                                      | 2,49                                                                   |
|                                                                        | Polskie Stronnictwo Ludowe                                             | 44 602                                                                 | 44 602                                                                 | 22 301                                                                 | 14 867                                                                 | 11 151                                                                 | 8920                                                                   | 7434                                                                   | 6372                                                                   | ...                                                                    | 3431                                                                   | 1                                                                      | 1,54                                                                   |
| Ogółem                                                                 | Ogółem                                                                 | 375 910                                                                | –                                                                      | –                                                                      | –                                                                      | –                                                                      | –                                                                      | –                                                                      | –                                                                      | –                                                                      | –                                                                      | 13                                                                     | 13                                                                     |

### Wybory parlamentarne 2011
| Komitet wyborczy                                      | Komitet wyborczy                    | Głosów  | %     | Mandaty | Wybrani posłowie |
| ----------------------------------------------------- | ----------------------------------- | ------- | ----- | ------- | --- |
|                                                       | Platforma Obywatelska RP            | 140 681 | 40,00 | 6       | Tomasz Lenz, Antoni Mężydło, Domicela Kopaczewska, Janusz Dzięcioł, Tomasz Szymański, Marek Wojtkowski, Grzegorz Karpiński |
|                                                       | Prawo i Sprawiedliwość              | 91 049  | 25,89 | 4       | Zbigniew Girzyński, Łukasz Zbonikowski, Jan Ardanowski, Anna Sobecka                                                       |
|                                                       | Ruch Palikota                       | 37 741  | 10,73 | 1       | Maciej Wydrzyński |
|                                                       | Sojusz Lewicy Demokratycznej        | 35 253  | 10,02 | 1       | Jerzy Wenderlich |
|                                                       | Polskie Stronnictwo Ludowe          | 33 443  | 9,51  | 1       | Zbigniew Sosnowski |
|                                                       | Polska Jest Najważniejsza           | 5887    | 1,67  | –       | |
|                                                       | Nowa Prawica – Janusza Korwin-Mikke | 5433    | 1,54  | –       | |
|                                                       | Polska Partia Pracy – Sierpień 80   | 2178    | 0,62  | –       | |
| Frekwencja: 43,87% Źródło: Państwowa Komisja Wyborcza |                                     |         |       |         | |

Poniższa tabela przedstawia podział mandatów dla komitetów wyborczych na podstawie uzyskanych głosów, a następnie obliczonych ilorazów wyborczych na podstawie metody D’Hondta.
| Podział mandatów dla komitetów wyborczych na podstawie metody D’Hondta | Podział mandatów dla komitetów wyborczych na podstawie metody D’Hondta | Podział mandatów dla komitetów wyborczych na podstawie metody D’Hondta | Podział mandatów dla komitetów wyborczych na podstawie metody D’Hondta | Podział mandatów dla komitetów wyborczych na podstawie metody D’Hondta | Podział mandatów dla komitetów wyborczych na podstawie metody D’Hondta | Podział mandatów dla komitetów wyborczych na podstawie metody D’Hondta | Podział mandatów dla komitetów wyborczych na podstawie metody D’Hondta | Podział mandatów dla komitetów wyborczych na podstawie metody D’Hondta | Podział mandatów dla komitetów wyborczych na podstawie metody D’Hondta | Podział mandatów dla komitetów wyborczych na podstawie metody D’Hondta | Podział mandatów dla komitetów wyborczych na podstawie metody D’Hondta | Podział mandatów dla komitetów wyborczych na podstawie metody D’Hondta | Podział mandatów dla komitetów wyborczych na podstawie metody D’Hondta |
| Komitet wyborczy                                                       | Komitet wyborczy                                                       | Liczba głosów                                                          | Iloraz wyborczy                                                        | Iloraz wyborczy                                                        | Iloraz wyborczy                                                        | Iloraz wyborczy                                                        | Iloraz wyborczy                                                        | Iloraz wyborczy                                                        | Iloraz wyborczy                                                        | Iloraz wyborczy                                                        | Iloraz wyborczy                                                        | Mandaty                                                                | TP                                                                     |
| Komitet wyborczy                                                       | Komitet wyborczy                                                       | Liczba głosów                                                          | /1                                                                     | /2                                                                     | /3                                                                     | /4                                                                     | /5                                                                     | /6                                                                     | /7                                                                     | ...                                                                    | /13                                                                    | Mandaty                                                                | TP                                                                     |
| ---------------------------------------------------------------------- | ---------------------------------------------------------------------- | ---------------------------------------------------------------------- | ---------------------------------------------------------------------- | ---------------------------------------------------------------------- | ---------------------------------------------------------------------- | ---------------------------------------------------------------------- | ---------------------------------------------------------------------- | ---------------------------------------------------------------------- | ---------------------------------------------------------------------- | ---------------------------------------------------------------------- | ---------------------------------------------------------------------- | ---------------------------------------------------------------------- | ---------------------------------------------------------------------- |
|                                                                        | Platforma Obywatelska RP                                               | 140 681                                                                | 140 681                                                                | 70 341                                                                 | 46 894                                                                 | 35 170                                                                 | 28 136                                                                 | 23 447                                                                 | 20 097                                                                 | ...                                                                    | 10 822                                                                 | 6                                                                      | 5,41                                                                   |
|                                                                        | Prawo i Sprawiedliwość                                                 | 91 049                                                                 | 91 049                                                                 | 45 525                                                                 | 30 350                                                                 | 22 762                                                                 | 18 210                                                                 | 15 175                                                                 | 13 007                                                                 | ...                                                                    | 7004                                                                   | 4                                                                      | 3,50                                                                   |
|                                                                        | Ruch Palikota                                                          | 37 741                                                                 | 37 741                                                                 | 18 871                                                                 | 12 580                                                                 | 9435                                                                   | 7548                                                                   | 6290                                                                   | 5392                                                                   | ...                                                                    | 2903                                                                   | 1                                                                      | 1,45                                                                   |
|                                                                        | Sojusz Lewicy Demokratycznej                                           | 35 253                                                                 | 35 253                                                                 | 17 627                                                                 | 11 751                                                                 | 8813                                                                   | 7051                                                                   | 5876                                                                   | 5036                                                                   | ...                                                                    | 2712                                                                   | 1                                                                      | 1,36                                                                   |
|                                                                        | Polskie Stronnictwo Ludowe                                             | 33 443                                                                 | 33 443                                                                 | 16 722                                                                 | 11 148                                                                 | 8361                                                                   | 6689                                                                   | 5574                                                                   | 4778                                                                   | ...                                                                    | 2573                                                                   | 1                                                                      | 1,29                                                                   |
| Ogółem                                                                 | Ogółem                                                                 | 338 167                                                                | –                                                                      | –                                                                      | –                                                                      | –                                                                      | –                                                                      | –                                                                      | –                                                                      | –                                                                      | –                                                                      | 13                                                                     | 13                                                                     |

### Wybory parlamentarne 2015
| Komitet wyborczy                                      | Komitet wyborczy                             | Głosów  | %     | Mandaty | Wybrani posłowie                                                                                       |
| ----------------------------------------------------- | -------------------------------------------- | ------- | ----- | ------- | --- |
|                                                       | Prawo i Sprawiedliwość                       | 121 703 | 33,57 | 6       | Jan Ardanowski, Krzysztof Czabański, Anna Sobecka, Łukasz Zbonikowski, Joanna Borowiak, Iwona Michałek |
|                                                       | Platforma Obywatelska RP                     | 93 432  | 25,77 | 4       | Tomasz Lenz, Arkadiusz Myrcha, Tomasz Szymański, Antoni Mężydło                                        |
|                                                       | KKW Zjednoczona Lewica SLD+TR+PPS+UP+Zieloni | 39 003  | 10,76 | –       | |
|                                                       | KWW Kukiz’15                                 | 30 159  | 8,32  | 1       | Paweł Szramka                                                                                          |
|                                                       | Polskie Stronnictwo Ludowe                   | 24 476  | 6,75  | 1       | Zbigniew Sosnowski                                                                                     |
|                                                       | Nowoczesna Ryszarda Petru                    | 23 563  | 6,50  | 1       | Joanna Scheuring-Wielgus                                                                               |
|                                                       | KORWiN                                       | 14 134  | 3,90  | –       | |
|                                                       | Partia Razem                                 | 13 227  | 3,65  | –       | |
|                                                       | KWW Zbigniewa Stonogi                        | 2041    | 0,56  | –       | |
|                                                       | Samoobrona                                   | 772     | 0,21  | –       | |
| Frekwencja: 44,90% Źródło: Państwowa Komisja Wyborcza |                                              |         |       |         | |

Poniższa tabela przedstawia podział mandatów dla komitetów wyborczych na podstawie uzyskanych głosów, a następnie obliczonych ilorazów wyborczych na podstawie metody D’Hondta.
| Podział mandatów dla komitetów wyborczych na podstawie metody D’Hondta | Podział mandatów dla komitetów wyborczych na podstawie metody D’Hondta | Podział mandatów dla komitetów wyborczych na podstawie metody D’Hondta | Podział mandatów dla komitetów wyborczych na podstawie metody D’Hondta | Podział mandatów dla komitetów wyborczych na podstawie metody D’Hondta | Podział mandatów dla komitetów wyborczych na podstawie metody D’Hondta | Podział mandatów dla komitetów wyborczych na podstawie metody D’Hondta | Podział mandatów dla komitetów wyborczych na podstawie metody D’Hondta | Podział mandatów dla komitetów wyborczych na podstawie metody D’Hondta | Podział mandatów dla komitetów wyborczych na podstawie metody D’Hondta | Podział mandatów dla komitetów wyborczych na podstawie metody D’Hondta | Podział mandatów dla komitetów wyborczych na podstawie metody D’Hondta | Podział mandatów dla komitetów wyborczych na podstawie metody D’Hondta | Podział mandatów dla komitetów wyborczych na podstawie metody D’Hondta |
| Komitet wyborczy                                                       | Komitet wyborczy                                                       | Liczba głosów                                                          | Iloraz wyborczy                                                        | Iloraz wyborczy                                                        | Iloraz wyborczy                                                        | Iloraz wyborczy                                                        | Iloraz wyborczy                                                        | Iloraz wyborczy                                                        | Iloraz wyborczy                                                        | Iloraz wyborczy                                                        | Iloraz wyborczy                                                        | Mandaty                                                                | TP                                                                     |
| Komitet wyborczy                                                       | Komitet wyborczy                                                       | Liczba głosów                                                          | /1                                                                     | /2                                                                     | /3                                                                     | /4                                                                     | /5                                                                     | /6                                                                     | /7                                                                     | ...                                                                    | /13                                                                    | Mandaty                                                                | TP                                                                     |
| ---------------------------------------------------------------------- | ---------------------------------------------------------------------- | ---------------------------------------------------------------------- | ---------------------------------------------------------------------- | ---------------------------------------------------------------------- | ---------------------------------------------------------------------- | ---------------------------------------------------------------------- | ---------------------------------------------------------------------- | ---------------------------------------------------------------------- | ---------------------------------------------------------------------- | ---------------------------------------------------------------------- | ---------------------------------------------------------------------- | ---------------------------------------------------------------------- | ---------------------------------------------------------------------- |
|                                                                        | Prawo i Sprawiedliwość                                                 | 121 703                                                                | 121 703                                                                | 60 852                                                                 | 40 568                                                                 | 30 426                                                                 | 24 341                                                                 | 20 284                                                                 | 17 386                                                                 | ...                                                                    | 9362                                                                   | 6                                                                      | 5,39                                                                   |
|                                                                        | Platforma Obywatelska RP                                               | 93 432                                                                 | 93 432                                                                 | 46 716                                                                 | 31 144                                                                 | 23 358                                                                 | 18 686                                                                 | 15 572                                                                 | 13 347                                                                 | ...                                                                    | 7187                                                                   | 4                                                                      | 4,14                                                                   |
|                                                                        | KWW Kukiz’15                                                           | 30 159                                                                 | 30 159                                                                 | 15 080                                                                 | 10 053                                                                 | 7540                                                                   | 6032                                                                   | 5027                                                                   | 4308                                                                   | ...                                                                    | 2320                                                                   | 1                                                                      | 1,34                                                                   |
|                                                                        | Polskie Stronnictwo Ludowe                                             | 24 476                                                                 | 24 476                                                                 | 12 238                                                                 | 8159                                                                   | 6119                                                                   | 4895                                                                   | 4079                                                                   | 3497                                                                   | ...                                                                    | 1883                                                                   | 1                                                                      | 1,08                                                                   |
|                                                                        | Nowoczesna Ryszarda Petru                                              | 23 563                                                                 | 23 563                                                                 | 11 782                                                                 | 7854                                                                   | 5891                                                                   | 4713                                                                   | 3927                                                                   | 3366                                                                   | ...                                                                    | 1813                                                                   | 1                                                                      | 1,04                                                                   |
| Ogółem                                                                 | Ogółem                                                                 | 293 333                                                                | –                                                                      | –                                                                      | –                                                                      | –                                                                      | –                                                                      | –                                                                      | –                                                                      | –                                                                      | –                                                                      | 13                                                                     | 13                                                                     |

### Wybory parlamentarne 2019
| Komitet wyborczy                                      | Komitet wyborczy                           | Głosów  | %     | Mandaty | Wybrani posłowie                                                                                    |
| ----------------------------------------------------- | ------------------------------------------ | ------- | ----- | ------- | --------------------------------------------------------------------------------------------------- |
|                                                       | Prawo i Sprawiedliwość                     | 182 648 | 40,38 | 6       | Jan Ardanowski, Anna Gembicka, Joanna Borowiak, Zbigniew Girzyński, Iwona Michałek, Mariusz Kałużny |
|                                                       | KKW Koalicja Obywatelska PO .N iPL Zieloni | 119 526 | 26,42 | 4       | Arkadiusz Myrcha, Tomasz Lenz, Tomasz Szymański, Iwona Hartwich                                     |
|                                                       | Sojusz Lewicy Demokratycznej               | 67 076  | 14,83 | 2       | Joanna Scheuring-Wielgus, Robert Kwiatkowski                                                        |
|                                                       | Polskie Stronnictwo Ludowe                 | 49 225  | 10,88 | 1       | Paweł Szramka                                                                                       |
|                                                       | Konfederacja Wolność i Niepodległość       | 28 625  | 6,33  | –       | |
|                                                       | KWW Koalicja Bezpartyjni i Samorządowcy    | 5230    | 1,16  | –       | |
| Frekwencja: 56,37% Źródło: Państwowa Komisja Wyborcza |                                            |         |       |         | |

Poniższa tabela przedstawia podział mandatów dla komitetów wyborczych na podstawie uzyskanych głosów, a następnie obliczonych ilorazów wyborczych na podstawie metody D’Hondta.
| Podział mandatów dla komitetów wyborczych na podstawie metody D’Hondta | Podział mandatów dla komitetów wyborczych na podstawie metody D’Hondta | Podział mandatów dla komitetów wyborczych na podstawie metody D’Hondta | Podział mandatów dla komitetów wyborczych na podstawie metody D’Hondta | Podział mandatów dla komitetów wyborczych na podstawie metody D’Hondta | Podział mandatów dla komitetów wyborczych na podstawie metody D’Hondta | Podział mandatów dla komitetów wyborczych na podstawie metody D’Hondta | Podział mandatów dla komitetów wyborczych na podstawie metody D’Hondta | Podział mandatów dla komitetów wyborczych na podstawie metody D’Hondta | Podział mandatów dla komitetów wyborczych na podstawie metody D’Hondta | Podział mandatów dla komitetów wyborczych na podstawie metody D’Hondta | Podział mandatów dla komitetów wyborczych na podstawie metody D’Hondta | Podział mandatów dla komitetów wyborczych na podstawie metody D’Hondta | Podział mandatów dla komitetów wyborczych na podstawie metody D’Hondta |
| Komitet wyborczy                                                       | Komitet wyborczy                                                       | Liczba głosów                                                          | Iloraz wyborczy                                                        | Iloraz wyborczy                                                        | Iloraz wyborczy                                                        | Iloraz wyborczy                                                        | Iloraz wyborczy                                                        | Iloraz wyborczy                                                        | Iloraz wyborczy                                                        | Iloraz wyborczy                                                        | Iloraz wyborczy                                                        | Mandaty                                                                | TP                                                                     |
| Komitet wyborczy                                                       | Komitet wyborczy                                                       | Liczba głosów                                                          | /1                                                                     | /2                                                                     | /3                                                                     | /4                                                                     | /5                                                                     | /6                                                                     | /7                                                                     | ...                                                                    | /13                                                                    | Mandaty                                                                | TP                                                                     |
| ---------------------------------------------------------------------- | ---------------------------------------------------------------------- | ---------------------------------------------------------------------- | ---------------------------------------------------------------------- | ---------------------------------------------------------------------- | ---------------------------------------------------------------------- | ---------------------------------------------------------------------- | ---------------------------------------------------------------------- | ---------------------------------------------------------------------- | ---------------------------------------------------------------------- | ---------------------------------------------------------------------- | ---------------------------------------------------------------------- | ---------------------------------------------------------------------- | ---------------------------------------------------------------------- |
|                                                                        | Prawo i Sprawiedliwość                                                 | 182 648                                                                | 182 648                                                                | 91 324                                                                 | 60 883                                                                 | 45 662                                                                 | 36 530                                                                 | 30 441                                                                 | 26 093                                                                 | ...                                                                    | 14 050                                                                 | 6                                                                      | 5,31                                                                   |
|                                                                        | KKW Koalicja Obywatelska PO .N iPL Zieloni                             | 119 526                                                                | 119 526                                                                | 59 763                                                                 | 39 842                                                                 | 29 882                                                                 | 23 905                                                                 | 19 921                                                                 | 17 075                                                                 | ...                                                                    | 9194                                                                   | 4                                                                      | 3,48                                                                   |
|                                                                        | Sojusz Lewicy Demokratycznej                                           | 67 076                                                                 | 67 076                                                                 | 33 538                                                                 | 22 359                                                                 | 16 769                                                                 | 13 415                                                                 | 11 179                                                                 | 9582                                                                   | ...                                                                    | 5160                                                                   | 2                                                                      | 1,95                                                                   |
|                                                                        | Polskie Stronnictwo Ludowe                                             | 49 225                                                                 | 49 225                                                                 | 24 613                                                                 | 16 408                                                                 | 12 306                                                                 | 9845                                                                   | 8204                                                                   | 7032                                                                   | ...                                                                    | 3787                                                                   | 1                                                                      | 1,43                                                                   |
|                                                                        | Konfederacja Wolność i Niepodległość                                   | 28 625                                                                 | 28 625                                                                 | 14 313                                                                 | 9542                                                                   | 7156                                                                   | 5725                                                                   | 4771                                                                   | 4089                                                                   | ...                                                                    | 2202                                                                   | 0                                                                      | 0,83                                                                   |
| Ogółem                                                                 | Ogółem                                                                 | 447 100                                                                | –                                                                      | –                                                                      | –                                                                      | –                                                                      | –                                                                      | –                                                                      | –                                                                      | –                                                                      | –                                                                      | 13                                                                     | 13                                                                     |

### Wybory parlamentarne 2023
| Komitet wyborczy                                      | Komitet wyborczy                                                           | Głosów  | %     | Mandaty | Wybrani posłowie                                                                    |
| ----------------------------------------------------- | -------------------------------------------------------------------------- | ------- | ----- | ------- | ----------------------------------------------------------------------------------- |
|                                                       | Prawo i Sprawiedliwość                                                     | 183 131 | 34,06 | 5       | Krzysztof Szczucki, Jan Ardanowski, Joanna Borowiak, Anna Gembicka, Mariusz Kałużny |
|                                                       | KKW Koalicja Obywatelska PO .N iPL Zieloni                                 | 158 719 | 29,52 | 4       | Arkadiusz Myrcha, Iwona Hartwich, Tomasz Szymański, Krystian Łuczak                 |
|                                                       | KKW Trzecia Droga Polska 2050 Szymona Hołowni – Polskie Stronnictwo Ludowe | 84 308  | 15,68 | 2       | Zbigniew Sosnowski, Marcin Skonieczka                                               |
|                                                       | Nowa Lewica                                                                | 60 473  | 11,25 | 1       | Joanna Scheuring-Wielgus, Piotr Kowal                                               |
|                                                       | Konfederacja Wolność i Niepodległość                                       | 34 232  | 6,37  | 1       | Przemysław Wipler                                                                   |
|                                                       | Bezpartyjni Samorządowcy                                                   | 7758    | 1,44  | –       |                                                                                     |
|                                                       | Polska Jest Jedna                                                          | 6710    | 1,25  | –       |                                                                                     |
|                                                       | KWW Ruchu Dobrobytu i Pokoju                                               | 2266    | 0,42  | –       |                                                                                     |
| Frekwencja: 70,57% Źródło: Państwowa Komisja Wyborcza |                                                                            |         |       |         |                                                                                     |

Poniższa tabela przedstawia podział mandatów dla komitetów wyborczych na podstawie uzyskanych głosów, a następnie obliczonych ilorazów wyborczych na podstawie metody D’Hondta.
| Podział mandatów dla komitetów wyborczych na podstawie metody D’Hondta | Podział mandatów dla komitetów wyborczych na podstawie metody D’Hondta     | Podział mandatów dla komitetów wyborczych na podstawie metody D’Hondta | Podział mandatów dla komitetów wyborczych na podstawie metody D’Hondta | Podział mandatów dla komitetów wyborczych na podstawie metody D’Hondta | Podział mandatów dla komitetów wyborczych na podstawie metody D’Hondta | Podział mandatów dla komitetów wyborczych na podstawie metody D’Hondta | Podział mandatów dla komitetów wyborczych na podstawie metody D’Hondta | Podział mandatów dla komitetów wyborczych na podstawie metody D’Hondta | Podział mandatów dla komitetów wyborczych na podstawie metody D’Hondta | Podział mandatów dla komitetów wyborczych na podstawie metody D’Hondta | Podział mandatów dla komitetów wyborczych na podstawie metody D’Hondta | Podział mandatów dla komitetów wyborczych na podstawie metody D’Hondta | Podział mandatów dla komitetów wyborczych na podstawie metody D’Hondta |
| Komitet wyborczy                                                       | Komitet wyborczy                                                           | Liczba głosów                                                          | Iloraz wyborczy                                                        | Iloraz wyborczy                                                        | Iloraz wyborczy                                                        | Iloraz wyborczy                                                        | Iloraz wyborczy                                                        | Iloraz wyborczy                                                        | Iloraz wyborczy                                                        | Iloraz wyborczy                                                        | Mandaty                                                                | TP                                                                     |                                                                        |
| Komitet wyborczy                                                       | Komitet wyborczy                                                           | Liczba głosów                                                          | /1                                                                     | /2                                                                     | /3                                                                     | /4                                                                     | /5                                                                     | /6                                                                     | ...                                                                    | /13                                                                    | Mandaty                                                                | TP                                                                     |                                                                        |
| ---------------------------------------------------------------------- | -------------------------------------------------------------------------- | ---------------------------------------------------------------------- | ---------------------------------------------------------------------- | ---------------------------------------------------------------------- | ---------------------------------------------------------------------- | ---------------------------------------------------------------------- | ---------------------------------------------------------------------- | ---------------------------------------------------------------------- | ---------------------------------------------------------------------- | ---------------------------------------------------------------------- | ---------------------------------------------------------------------- | ---------------------------------------------------------------------- | ---------------------------------------------------------------------- |
|                                                                        | Prawo i Sprawiedliwość                                                     | 183 131                                                                | 183 131                                                                | 91 566                                                                 | 61 044                                                                 | 45 783                                                                 | 36 626                                                                 | 30 522                                                                 | ...                                                                    | 14 087                                                                 | 5                                                                      | 4,57                                                                   |                                                                        |
|                                                                        | KKW Koalicja Obywatelska PO .N iPL Zieloni                                 | 158 719                                                                | 158 719                                                                | 79 360                                                                 | 52 906                                                                 | 39 680                                                                 | 31 744                                                                 | 26 453                                                                 | ...                                                                    | 12 209                                                                 | 4                                                                      | 3,96                                                                   |                                                                        |
|                                                                        | KKW Trzecia Droga Polska 2050 Szymona Hołowni – Polskie Stronnictwo Ludowe | 84 308                                                                 | 84 308                                                                 | 42 154                                                                 | 28 103                                                                 | 21 077                                                                 | 16 862                                                                 | 14 051                                                                 | ...                                                                    | 6485                                                                   | 2                                                                      | 2,10                                                                   |                                                                        |
|                                                                        | Nowa Lewica                                                                | 60 473                                                                 | 60 473                                                                 | 30 237                                                                 | 20 158                                                                 | 15 118                                                                 | 12 095                                                                 | 10 079                                                                 | ...                                                                    | 4652                                                                   | 1                                                                      | 1,51                                                                   |                                                                        |
|                                                                        | Konfederacja Wolność i Niepodległość                                       | 34 232                                                                 | 34 232                                                                 | 17 116                                                                 | 11 411                                                                 | 8558                                                                   | 6846                                                                   | 5705                                                                   | ...                                                                    | 2633                                                                   | 1                                                                      | 0,85                                                                   |                                                                        |
| Ogółem                                                                 | Ogółem                                                                     | 520 863                                                                | –                                                                      | –                                                                      | –                                                                      | –                                                                      | –                                                                      | –                                                                      | –                                                                      | –                                                                      | 13                                                                     | 13                                                                     |                                                                        |